# Духов оркестър на средно училище „Любен Каравелов“
Духовият оркестър на средно училище „Любен Каравелов“ е музикален състав от град Копривщица, укомплектован с медни, дървени и ударни инструменти. Изпълненията на оркестъра се придружават и от мажоретен състав и вокалисти. Децата са на възраст от 10 до 17 години.
Оркестърът е сформиран на 1 ноември 1933 г. с една част закупени от Ненчо Палавеев и доставени от Чехия за сметка на Женското благотворително дружество „Благовещение“, инструменти.Друга част от тези инструменти са подарени от Гвардейски духов оркестър. През 1950-те години по инициатива на диригента Жоржета Ножарова (1904 – 1991) е възстановена и дейността на ученическия духов оркестър. С хонорара на децата от участието в снимките на „Свирачът“ (1967) са закупени фанфарни музикални инструменти и тя е пръв ръководител на сформирания втори оркестър. През годините диригенти са създателя на оркестъра Дамян Брайков (1894 – 1970), Васил Юруков (1921 – 2001) и Иван Косев (1933 – 2014). От 2009 г. Добрин Иванов (Бинчо) (1931 – 2020) подновява дейността на оркестъра. След смъртта на маестро Иванов диригент на оркестъра е неговият ученик, учителя по музика и тромпетист Валентин Петков. По-късно учители на дървени и ударни инструменти са Петър Францов и проф. Гео Кукудов (син на Райна Кацарова), както и Нено Павлов като диригент.

## Репертоар
Разнообразието на включените композиции се наблюдава с изпълнението на марша Тих бял Дунав, химните Хубава си, моя горо, Мила Родино и Моя страна, моя България, Стани, стани, юнак балкански. В репертоарът оркестъра има аранжименти на класическа музика и български хора и ръченици. Оркестърът изнася концерти с произведения на Хенри Пърсел, Владислав Блажевич, Антонин Райхе, Виктор Лебедев, Дон Хадед и Александър Йосифов.
Концертната дейност на музикантите дава начало на всички празнични, възпоменателни и фолклорни събития и мероприятия на Община Копривщица, Народното читалище и училището.

## Участия в културния календар на Копривщица
Духовият оркестър на средно училище „Любен Каравелов“ участва с изпълнения по време всички значителни културни изяви в града.
- Откриване на Възстановка на посрещането на руските освободителни войски в Копривщица – 3 март, ежегодно.
- Откриване на Честване на Априлското въстание в Копривщица – 1 – 2 май, ежегодно.
- Откриване на Национален събор на българското народно творчество – август, на всеки пет години.
- Откриване на Летни фолклорни празници „С Копривщица в сърцето“ – август, ежегодно.
- Откриване на Мегданско хоро – август, ежеседмично, ежегодно.
- Откриване на новата учебна година – 15 септември, ежегодно.
- Откриване на Празник на копришкия брабой – октомври, ежегодно.
- Специален музикален поздрав към зрителите на bTV – Копривщица, 2 май 2021 г.[10]
- Първа „Лятна академия за духови ансамбли“, Копривщица – от 26 до 30 август 2020 г., втора от 18 до 23 август 2021 г., трета от 23 до 28 август 2022 г.[11]
- Новогодишен концерт, Морис Равел, болеро, Копривщица – 22 декември 2021 г.[12]
- 190 години от рождението на Любен Каравелов – 7 ноември 2024 г.[13]

## Концертна дейност
Концертни участия оркестъра има в България, Италия, Австрия, Чехия, Германия, Полша, Унгария, Гърция и Средногорието.
- Шестдесет години от създаването на Дирекция на музеите – Копривщица (18 ноември 2016).[4]
- Участие във фестивала „FijoCheb 2016“ – гр. Хеб, Чехия – единствен непрофесионален състав на този фестивал (2016).[15]
- Концерти в гр. Кардица, традиционни фестивали на хоровото пеене, 35 издание (9 – 13 март 2017).[16]
- Благотворителен концерт за Белодробна болница – София, Копривщица (11 януари 2020).[17]
- Концерт на фестивала на училищните духови оркестри „Ваканция, ура!“, Банско'22 (24 юни 2022).[18][19]
- Възпоменателно шествие по случай 200 години от рождението на Найден Геров (23 февруари 2023).[20]

## Музикални издания
- „Музикалната магия на Копривщица“, Srednogorie Media, художествено-документален филм – 2018 г.[14]

| „ | Една действително добра визитна картичка на училище „Любен Каравелов“. Добрин Иванов | “ |

## Дамян Брайков
След основаването на оркестъра в Копривщица, Дамян Брайков дирижира Гимназиалния духов оркестър в град Луковит. През 1948 година диригентът Стефан Стефанов, също от Копривщица поставя на сцената на НЧ „Съединение – 1888“ – село Драганово оперета по едноименния разказ на Йордан Йовков „Шибил“. Либретото и нотите са на учителя му Дамян Брайков.
- Средногорски марш, композитор Дамян Брайков[4]

## Музикални и почетни награди
- Диригентът на ансамбъла Добрин Иванов е обявен за Доайен сред диригентите на ІХ Национален преглед на ученическите духови оркестри и мажоретни състави „Димитър Пеев“ – Вършец, 2016 г.[23]
- С решение № 62 на ОбНС Копривщица от 28 март 2024 г. във връзка с неговата 130 годишнина маестро Дамян Брайков е обявен за Почетен гражданин на града.[24]